# Bombardamenti di Randazzo
I bombardamenti di Randazzo furono un episodio bellico della seconda guerra mondiale avvenuto nel luglio del 1943, pochi giorni dopo lo sbarco in Sicilia delle forze alleate.

## I bombardamenti
In seguito al bombardamento di Enna del 12 luglio 1943 da parte delle forze aeree degli Alleati, il generale Alfredo Guzzoni decise di trasferire il quartier generale delle forze dell'Asse in Sicilia da Enna a Passopisciaro, una località a est di Randazzo ubicata nella valle dell'Alcantara, difesa da due barriere naturali come l'Etna e i monti Peloritani. Questo evento trasformò Randazzo in un obiettivo militare la cui conquista e difesa erano di fondamentale importanza per gli eserciti avversari. A pochi chilometri di distanza, a Rovittello, tra il 16 e il 17 luglio si trasferì il generale Hans-Valentin Hube, comandante delle forze tedesche nell'isola.
Il 16 luglio la 9ª AF (Air Force) statunitense iniziò gli attacchi aerei nella zona di Randazzo, impiegando bombardieri North American B-25 Mitchell e cacciabombardieri Curtiss P-40, cui si unì poi la NATAF (North West Tactic Air Force) con i bombardieri Vickers Wellington. Altri bombardamenti seguirono nei giorni 18, 19 e 20 luglio; il 21 gli attacchi impegnarono venti bombardieri B-25, ma l'attacco più forte su sferrato il 1º agosto allorché furono impiegati più di duecentotrenta cacciabombardieri P-40. Gli attacchi si ripeterono il 7 agosto con di più di sessanta bombardieri B-25, l'8 con oltre novanta B-25, e il 10 agosto. L'11 agosto fu l'ultimo giorno di bombardamenti a cui fu soggetta Randazzo: oltre novanta B-25 bombardarono ponti, strade, ferrovie e l'area cittadina. Circa centosettanta P-40 bombardarono direttamente Randazzo. Si calcola che su Messina e Randazzo, in occasione di quei bombardamenti, volarono più di 1100 aerei.
Tra gli edifici gravemente danneggiati vi fu la chiesa di San Martino (risalente al XIII-XIV secolo), che fu quasi completamente distrutta.